# James Z. George
James Zachariah George (* 20. Oktober 1826 im Monroe County,  Georgia; † 14. August 1897 in Gulfport, Harrison County, Mississippi) war ein US-amerikanischer Politiker. Zwischen 1881 und 1897 vertrat er den Bundesstaat  Mississippi im US-Senat.

## Werdegang
Noch als Kind kam James George nach Mississippi, wo er die öffentlichen Schulen besuchte. Im Jahr 1846 nahm er als Soldat der Mississippi Rifles, einer Einheit aus seinem Staat, am Mexikanisch-Amerikanischen Krieg teil.  Aus gesundheitlichen Gründen schied er aber bald aus dem Militärdienst aus. Nach einem anschließenden Jurastudium und seiner im Jahr 1847 erfolgten Zulassung als Rechtsanwalt begann er in Carrollton in Mississippi in seinem neuen Beruf zu arbeiten. Ab 1854 war er als Reporter (so etwas wie ein Chronist) am Supreme Court of Mississippi angestellt. In den folgenden 20 Jahren, mit einer Unterbrechung während des  Amerikanischen Bürgerkriegs, verfasste er 10 Bände, in denen die Fälle des Gerichts geschildert wurden. 
George war ein Anhänger der Südstaaten. Er war Delegierter auf der Versammlung, auf der der Staat Mississippi seinen Austritt aus der Union beschloss. Dabei gehörte er zu den Unterzeichnern der Austrittserklärung. Während des nun folgenden Bürgerkriegs diente er im Heer der Konföderation. Dabei erreichte er den Rang eines Obersten. Bei den Staatstruppen von Mississippi war er sogar Brigadegeneral. Dabei geriet er zweimal in Kriegsgefangenschaft. Insgesamt verbrachte er zwei Jahre in Unionshaft. Später praktizierte er wieder als Rechtsanwalt. Zwischen 1872 und 1887 lebte er in Jackson, der Hauptstadt seines Staates. Danach zog er wieder nach Carrollton. Ab 1879 war er Vorsitzender Richter am Supreme Court seines Staates. Politisch gehörte er der Demokratischen Partei an. 
Bei den Wahlen des Jahres 1880 wurde James George als Kandidat seiner Partei in den US-Senat gewählt, wo er am 4. März 1881 die Nachfolge von Blanche Bruce antrat.  Nach zwei Wiederwahlen konnte er sein Mandat bis zu seinem Tod am  14. August 1897 ausüben. Zwischenzeitlich war er Vorsitzender des Landwirtschaftsausschusses. Im Jahr 1890 war er auch Mitglied einer Kommission zur Überarbeitung der Verfassung des Staates Mississippi. Er starb in Mississippi City einem heutigen Stadtteil von Gulfport.